# Non si sa come
Non si sa come è un dramma in tre atti scritto da Luigi Pirandello nel 1934. Ispirato dalle novelle Nel gorgo (1913), Cinci (1932) e La realtà del sogno (1914), ed ideato per essere interpretato dall'attore austriaco di origini italo-albanesi Alessandro Moissi, che però morì il 23 marzo 1935, prima della messa in scena che avvenne con la Compagnia Ruggero Ruggeri il 13 dicembre 1935 al Teatro Argentina di Roma.

## Trama
Quello del Conte Daddi è un delitto che tutti noi, in forma più o meno grave abbiamo compiuto. Quante volte ci si è  rimproverati di un atto irriflesso, di cui percepivamo le conseguenze e che pure abbiamo compiuto? E da quell'atto, sul momento senza un preciso senso, ne sono venuti esiti che segnano la vita per sempre. Perché l'abbiamo fatto? Chi o cosa ci ha spinto a farlo? Non sono stato io a decidere con piena volontà eppure io ne pago le conseguenze. Ci sono dunque due io dentro di noi ed uno è nemico dell'altro.
Il conte Romeo Daddi, personaggio serio e rispettabile, è molto innamorato della moglie ed è buon amico di Giorgio Vanzi, eppure gli accade di tradire l'amicizia e la moglie con Ginevra, amica di famiglia e moglie di Vanzi.
Non è stato, il suo, un innamoramento, di cui potrebbe anche giustificarsi, ma un atto istintivo che, non si sa come, l'ha portato a fare quello che ha fatto.
Avviene un doloroso chiarimento tra i protagonisti del dramma durante il quale Romeo Daddi ricorda un altro delitto, questo sì delitto, compiuto da ragazzo. Da una sciocca lite con un ragazzo, come tante ne avvengono per "futili motivi", come specifica quella legge che poi severamente ti condanna, lo aveva colpito con una pietra uccidendolo.
Il racconto di Romeo è allucinante: il ragazzo giaceva morto con la testa fracassata ai suoi piedi, eppure lui non si sentiva colpevole; tutto era avvenuto come in un incubo, in una specie di delirio dove il protagonista del fatto non era lui, che se ne era tornato tranquillamente a casa.
Adesso, ripensandoci, anche quello che è avvenuto con Ginevra è stato come un sogno di cui si percepisce la realtà solo quando si torna in se stessi.
Ed ora quella situazione si è ripetuta: questo, come il primo, è un delitto innocente, compiuto per istinto eppure, se si vuole ricostruire qualcosa dalle macerie che si sono provocate, bisogna tuttavia assumersene la responsabilità: si deve essere chiamati a rispondere anche delle azioni di quell'io che talora ci sovrasta e ci trascina.
Bisogna cercare la punizione anche se non ci si sente colpevoli: il conte farà in modo che il suo amico Giorgio lo uccida, anche lui senza volerlo, non si sa come.

## Edizioni
- Luigi Pirandello, Maschere nude, a cura di Italo Zorzi e Maria Argenziano, Newton Compton Editori, 2007

## Adattamenti
Il 27 ottobre 1978 la Rai ha trasmesso una trasposizione televisiva con regia teatrale di  Arnaldo Ninchi e regia televisiva di Kikka Mauri Cerato. Tra gli interpreti, Arnaldo Ninchi, Valeria Ciangottini, Mario Erpichini, Margherita Guzzinati.